# Dušan Kollár
Dušan Kollár (* 31. května 1967 Banská Bystrica) je muzikálový a popový zpěvák a herec.

## Stručný životopis
Narodil se v Banské Bystrici (dnešní Slovensko), kde vystudoval gymnázium. Poté v roce 1989 absolvoval studium oboru herectví na VŠMU v Bratislavě. Byl členem divadla Andreja Bagára v Nitře, pět let strávil ve Skandinávii jako zpěvák.
Od roku 1999 hrál v divadle Kalich v muzikálech Hamlet, Krysař a Galileo. V divadle Broadway vystupoval v muzikálech Tři mušketýři a Kleopatra. V divadle Hybernia ztvárnil roli rabína Löwa v muzikálu Golem. V divadle Karlín zpíval v roce 2005 v obnovené verzi muzikálu Jesus Christ Superstar. Při pražském konkurzu na muzikál Vlasy se seznámil s Martinem Kumžákem, vystupuje s jeho kapelou Moondance orchestra.
V roce 2002 Dušan Kollár společně s Jiřím Kornem, Jiřím Škorpíkem a Davidem Uličníkem založili pánský vokální kvartet 4TET.

## Filmové role
- 2013 	Duch nad zlato
- 2008 	Panelák (seriál)
- 2007	Galileo (divadelní záznam)
- 2007	Světla pasáže (seriál)
- 2006 	Ordinace v růžové zahradě (seriál)
- 2005 	Jesus Christ Superstar (divadelní záznam)
- 2005 	Ordinace v růžové zahradě (seriál)
- 1995 	Mikuláš Mráz
- 1989 	Faklonos a Dobropán
- 1989 	Rozprávanie temných slatín (seriál)
- 1988 	Zázračná rosa
- 1988	Žolík
- 1987 	Južná pošta

## Diskografie 4TET
- 2004 4TET 1st – Areca Multimedia, od roku 2008: Akord Shop
- 2005 4TET 2nd – Areca Multimedia, od roku 2008: Akord Shop
- 2008 4TET 3rd – Akord Shop
- 2016 4TET 4rd – Akord Shop